# Bird Has Flown
«Bird has flown» es un tema de la banda británica de hard rock Deep Purple grabado entre 1968 y 1969 al igual que "The Painter", y fue el séptimo tema del álbum Deep Purple. En 1969 cuando salieron Rod Evans y Nick Simper del grupo, la segunda alineación del grupo, con Ian Gillan y Roger Glover, la interpretó en la radio de la BBC ese mismo año.

## Versión del disco
La versión del disco es una versión más larga, psicodélica, más lenta y menos agresiva que la del sencillo, la versión del LP la guitarra Fender Stratocaster está conectada a un pedal wah-wah tocado por Ritchie Blackmore y la batería tiene mucha influencia de la música étnica de América del Norte. 

## Versión del sencillo
La versión del sencillo es una versión mucho más agresiva, rápida, pesada y corta, y tiene más influencia de la música étnica de América del Norte y en lugar de wah-wah la guitarra está distorsionada a través a un amplificador Marshall.

## Versión en directo
La versión más conocida en directo del tema es una versión que hicieron para la radio de la BBC junto a Ian Gillan y Roger Glover cuando ya habían salido los dos integrantes originales Rod Evans y Nick Simper en ese mismo año de 1969. Esta versión se encuentra en la recopilación de seis discos "Listen, Learn, Read On". 

## MK I de Deep Purple (1968-1969)
- Rod Evans - Voz
- Ritchie Blackmore - Guitarra
- Nick Simper - Bajo y coros
- Jon Lord - Teclados, órgano y coros
- Ian Paice - Batería

## MK II de Deep Purple (1969-1973)
- Ian Gillan - Voz
- Ritchie Blackmore - Guitarra
- Roger Glover - Bajo
- Jon Lord - Teclados y órgano
- Ian Paice - Batería